# Eishockey-Bundesliga (Österreich) 1984/85
Meister der Österreichischen Eishockey-Liga 1984/85 wurde zum 21. Mal in der Vereinsgeschichte der EC KAC.

## Bundesliga

### Modus
Die sieben Vereine spielten im Grunddurchgang jeweils vier Mal gegeneinander. Die besten sechs Vereine qualifizierten sich für die aus zwei Runden bestehende Finalrunde, wobei die ersten vier Vereine 4, 3, 2 bzw. 1 Bonuspunkte gutgeschrieben bekamen. Danach trafen im Halbfinale der 1. auf den 4. und der 2. auf den 3., die Begegnungen wurden jeweils im best of three Modus ausgetragen.

### Tabelle nach dem Grunddurchgang (24 Runden)
```
#  Team           GP    S   U    N     Tore     P

1. 
EV Innsbruck
   24   16   4    4   121: 67   36      GP = absolvierte Spiele
2. 
EHC Lustenau
   24   13   3    8   153: 98   29       W = Gewonnen
3. 
EC KAC
         24   12   4    8   122:110   28       U = Unentschieden
4. 
VEU Feldkirch
  24   11   5    8   109: 92   27       L = Verloren
5. 
EC VSV
         24    8   9    7   117: 90   25    Tore = Torverhältnis
6. 
WAT Stadlau
    24    8   5   11    92:107   21       P = Punkte
-------------------------------------------------
7. 
Grazer SV
      24    0   2   22    61:211    2
```

### Finalrunde (10 Runden)
```
#  Team           GP    S   U    N     Tore     P/B

1. 
EHC Lustenau
   10    7   0    3    50: 43   17/3  B: Bonuspunkte aus der 1. Phase
2. 
EV Innsbruck
   10    5   2    3    37: 31   16/4
3. 
VEU Feldkirch
  10    7   0    3    46: 26   15/1
4. 
EC KAC
         10    3   2    5    38: 52   10/2
---------------------------------------------------
5. 
EC VSV
         10    3   0    7    37: 45    6/0
6. 
WAT Stadlau
    10    2   2    6    34: 45    6/0
```

### Halbfinale
```
                                        
Serie
     1      2      3
EHC Lustenau (1) – 
EC KAC
      (4)
1:2
    6:2    3:5    3:6

EV Innsbruck
(2) – VEU Feldkirch(3)
2:1
    9:3    2:3nV  8:1
```

### Finale
```
                            
Serie     1       2

Innsbruck (2) – 
EC KAC
 (4)   
0:2
     2:6     2:5
21. Meistertitel für den 
EC KAC
.
```

### Sonstiges
Der WAT Stadlau stieg in die Nationalliga ab.
Die Grazer SV löste sich nach dieser Saison auf.

## Nationalliga
| Platz | Team            | GP | S  | U | N  | Tore   | P  |
| ----- | --------------- | -- | -- | - | -- | ------ | -- |
| 1.    | Wiener EV       | 14 | 11 | 1 | 2  | 106:37 | 23 |
| 2.    | ATSE Graz       | 14 | 9  | 2 | 3  | 118:63 | 20 |
| 3.    | EK Zell am See  | 14 | 9  | 1 | 4  | 85:54  | 19 |
| 4.    | Salzburger EC   | 14 | 8  | 2 | 4  | 83:57  | 18 |
| 5.    | ATSV Steyr      | 14 | 7  | 1 | 6  | 93:68  | 15 |
| 6.    | UEC Mödling     | 14 | 5  | 1 | 8  | 64:95  | 11 |
| 7.    | SV Leoben       | 14 | 2  | 0 | 12 | 50:88  | 4  |
| 8.    | DSG Rotschitzen | 14 | 1  | 0 | 13 | 20:159 | 2  |

GP = absolvierte, S = Siege, U = Unentschieden, N = Niederlagen, Tore = Torverhältnis, P = Punkte
| Platz | Team           | GP | S  | U | N | Tore  | P/B  |
| ----- | -------------- | -- | -- | - | - | ----- | ---- |
| 1.    | Wiener EV      | 14 | 10 | 0 | 0 | 83:22 | 24/4 |
| 2.    | EK Zell am See | 14 | 5  | 1 | 4 | 43:52 | 12/2 |
| 3.    | ATSE Graz      | 14 | 2  | 3 | 5 | 55:57 | 10/3 |
| 4.    | UEC Mödling    | 14 | 3  | 2 | 5 | 41:50 | 8/0  |
| 5.    | Salzburger EC  | 14 | 3  | 1 | 6 | 48:62 | 7/1  |
| 6.    | ATSV Steyr     | 14 | 3  | 1 | 6 | 28:55 | 7/0  |

GP = absolvierte, S = Siege, U = Unentschieden, N = Niederlagen, Tore = Torverhältnis, P/B = Punkte/Bonuspunkte
```
Der Wiener EV stieg mit dem Nationalligatitel in die Bundesliga auf.
```